# (35222) Delbarrio
(35222) Delbarrio est un astéroïde de la ceinture principale.

## Description
(35222) Delbarrio est un astéroïde de la ceinture principale. Il fut découvert le 4 décembre 1994 à Cima Ekar par Maura Tombelli. Il présente une orbite caractérisée par un demi-grand axe de 2,31 UA, une excentricité de 0,06 et une inclinaison de 7,2° par rapport à l'écliptique.

## Compléments